# ヒドロキシクエン酸
ヒドロキシクエン酸（ヒドロキシクエンさん、hydroxycitric acid）は、クエン酸の誘導体であり、1位がヒドロキシル化された構造を持つ。フクギ科フクギ属のガルシニアやアオイ科フヨウ属のハイビスカスなど様々な熱帯植物から発見されている。
ヒドロキシクエン酸は、試験管実験や動物実験で脂肪代謝への作用を示す結果が得られている。そのためヒドロキシクエン酸は、体重減少剤やサプリメントの成分とされている場合がある。ガルシニア抽出物を用いた臨床試験では、ヒドロキシクエン酸が体重減少や脂肪減少に効果がなかったという報告もあるが、脂肪燃焼や体重増加抑制、グリコーゲン蓄積促進、持久力向上に有効であったことも報告されている。

## ヒドロキシクエン酸の生理作用
脂肪蓄積抑制作用
摂取した糖質は、解糖系でピルビン酸まで変換されたあと、アセチルCoAを経てTCAサイクルに入ってクエン酸となる。ここで過剰なアセチルCoAはマロニルCoAを経て脂肪酸に変換される。ヒドロキシクエン酸は、ATPクエン酸リアーゼを阻害することにより、クエン酸からアセチルCoAに変換する経路を阻害し、過剰なアセチルCoAが生成されるのを防ぐことで脂肪が蓄積するのを妨げる。
グリコーゲン蓄積促進作用
ヒドロキシクエン酸はATPクエン酸リアーゼを阻害することにより、アセチルCoAに変換されなかったクエン酸は、グリコーゲンへと変換される。
脂肪燃焼促進作用
体内の脂肪酸はアシルカルニチンに変換され、β酸化、TCAサイクルを経てエネルギー源となる。ヒドロキシクエン酸はアセチルCoA生成を阻害し、その結果マロニルCoAを減少させる。この時、カルニチンアシルトランスフェラーゼが活性化し、その結果、脂肪の分解が促進される。